# Jardins del Baix Guinardó
|  | Per a altres significats, vegeu Jardins del Príncep de Tortosa. |

Els jardins del Baix Guinardó anteriorment coneguts com a jardins del Príncep de Girona són una zona verda que està situada al barri del Baix Guinardó, entre els carrers Taxdirt, Marina, Lepant i Travessera de Gràcia. Antigament aquests terrenys eren ocupats pels quarters de cavalleria de Girona, o Casernes de Girona, que deixaren de tenir aquesta funció als anys 80.
Aquest jardí està presidit per una gran esplanada central de sauló rodejada de terrasses que salven el desnivell que existeix entre els carrers i la part central del jardí. L'esplanada compta amb un gran llac rodejat de plàtans (Platanus x hispanica) que li dona un tret característic. Durant l'any 2009 es va reformar part del recinte equipant-lo d'un centre per a gent gran, un bar nou i la millora dels accessos a la zona central.

## Vegetació
Les terrasses exteriors de la zona verda estan dominades per bardisses de marfull (Viburnum tinus), piracant (Pyracantha angustifolia) acompanyats per arbres com la mèlia (Melia azedarach). Els marges de l'esplanada de sauló estan poblats de pins pinyoners (Pinus pinea) que aporten ombra a l'espai. Per tal de donar color al jardí hi ha grups de buguenvíl·lea (Bougainvillea sp.), llessamí blau (Plumbago auriculata) i de baladres (Nerium oleander). Donen un toc de varietat a l'esplanada les palmeres de canàries (Phoenix canariensis) i els margallons (Chamaerops humilis). El plàtan també té un paper destacat en la composició floral del jardí i es troba al voltant del llac i en les illetes situades al mig d'aquest.